# Distretto di Ergani
Il distretto di Ergani (in turco Ergani ilçesi) è uno dei distretti della provincia di Diyarbakır, in Turchia.